# Knock Madness
Knock Madness — третій студійний альбом американського репера Hopsin, виданий 24 листопада 2013 р. на лейблі Funk Volume. За словами виконавця, загальна атмосфера відрізнятиметься від попередньої платівки, він усе сказав про Ruthless Records. Дистриб'ютор: Empire Distribution. Виконавчий продюсер: Hopsin. Через передчасне потрапляння до мережі репер виклав реліз на iTunes на 2 дні раніше від запланованої дати.

## Передісторія
12 червня 2011 в інтерв'ю HipHopDX повідомив про «наміри зробити якість продакшену такою, якщо не кращою, як на майбутньому альбомі Доктора Дре Detox. Репер також заявив, що реліз матиме «позитивний посил» і що він хоче, аби люди після прослуховування відчували себе «натхненними».
20 січня 2012 Hopsin заявив через Твіттер: «Knock Madness — наразі мій головний пріоритет у житті». Він сповістив про ймовірність на деякий час покинути музичний бізнес, інакше Knock Madness буде неможливо закінчити: «Мені потрібно замкнутися від світу, щоб записати найкрутіше лайно у своїй кар'єрі».
24 січня 2013 відбулась прем'єра кліпу «Funk Volume 2013», де знявся весь ростер Funk Volume: Hopsin, Діззі Райт, SwizZz, Джаррен Бентон, DJ Hoppa. Виконавець спродюсував трек і став співрежисером відео.

Hopsin сказав про звучання платівки: 
«Мені 28 років і я розумію своє дивне становище. Не маю багато друзів у своєму особистому житті, однак маю безліч прихильників. Тож коли виходжу на вулицю, люди впізнають мене. Прикре відчуття, ніби я не хочу вітати фанів. Усе не так як вони думають. Я насправді досі лузер, просто популярний останнім часом. Більш не маю дівчини, маю гроші, але я не задоволений своїм життям. Непевне відчуття неповноти, потреби знайти себе…».

## Запис, продакшн
Hopsin почав поволі працювати над Knock Madness після RAW Tour у середині 2011. 17 січня 2012 підписантів Funk Volume SwizZz і Діззі Райта підтвердили гостями на релізі. У березні 2012 розповів про перемовини з Tech N9ne над подальшою співпрацею, на яку той погодився. Цього ж року репер заявив про бажання бачити на альбомі Yelawolf.
20 квітня Hopsin і Funk Volume розмістили на Facebook світлини з барабанщиком Blink-182 Тревісом Баркером. Hopsin підтвердив, що він самостійно спродюсує майже весь альбом, а Баркер — лише 1-2 біти. У квітні репер висловив зацікавленість у роботі з Childish Gambino. 19 липня 2012 сповістив через Ustream, що новий артист Funk Volume Джаррен Бентон теж потрапить на платівку.
В інтерв'ю за лютий 2013 Hopsin сказав, що запис альбому триває, він сподівається завершити його до червня, туди увійдуть 20 пісень. У січні звернувся до Macklemore щодо його участі на платівці.
У березні 2013 Hospin почав більше працювати над Knock Madness через кінець довгих стосунків з колишньою дівчиною. Виконавець сповістив, альбом видадуть з бонус-диском, котрий міститиме всі ремастовані треки із серії «Ill Mind of Hopsin». У жовтні заявив про завершення запису й що він особисто ремастував платівку 20-30 разів, щоб отримати якнайкраще звучання.

## Реліз і реклама
У липні 2012 Hopsin випустив кліп «Ill Mind of Hopsin 5», його переглянули понад 1 млн разів менш ніж за 24 год на YouTube, наразі має понад 32 млн. Пісня посіла 18-ту сходинку чарту Hot R&B/Hip-Hop Digital Songs.
У грудні 2012 Hopsin натякнув через Twitter і Facebook на проєкт з Тревісом Баркером. Наприкінці грудня останній повідомив про спільний мініальбом, що мав вийти у 2013. 5 лютого 2013 Hopsin заявив про завершення продакшену проєкту. Мініальбом мали видати для промо Knock Madness, проте його відклали.
8 серпня 2012 Hopsin підтвердив у Twitter та в інтерв'ю, що Knock Madness вийде у 2013. У лютому 2013 репер сказав, що альбом випустять приблизно у вересні. 18 липня наприкінці відео «Old Friend» оприлюднили обкладинку й дату релізу — 26 листопада.
11 вересня відбулась прем'єра нового відеоблогу про створення платівки. У ньому показано як репер дістає натхнення, пише нові тексти й зводить нові треки для Knock Madness. 7 листопада Hopsin оприлюднив треклист платівки через Twitter.
18 листопада Funk Volume сповістили через Facebook, що Knock Madness буде дуже важко знайти в крамницях у перший тиждень, оскільки мало магазинів замовили альбом. Попри це лейбл вирішив видати платівку 26 листопада.

### Виступи
Восени 2012 Hopsin і решта Funk Volume вирушили у двомісячне світового турне, що охопило 54 концерти за 60 днів у США, Європі та Австралії. 14-23 листопада Hopsin разом з Yelawolf брав участь у The Fuck It Tour, турі Західним узбережжям США. 13 грудня 2013 — початок туру на підтримку Knock Madness в Австралії. 18 січня 2014 — перша дата у Північній Америці, (Санта-Круз, штат Каліфорнія). Тур тривав до 22 березня 2014.

## Сингли
В інтерв'ю ThisIs50 Hopsin заявив, що головний сингл дістав назву «Hop Madness». 5 січня 2012 через Facebook і Twitter Hopsin анонсував зйомки кліпу «Hop Madness» того місяця. 16 лютого Hopsin сповістив через Twitter, що кліп випустять наступного місяця. Пізніше офіційно повідомив про 10 березня 2012. 10 березня лейбл заявив, «Hop Madness» перенесено на середину березня для доопрацювання. Врешті-решт прем'єра відбулась 15 березня, а пісня навіть на потрапила до треклисту платівки. Hopsin анонсував плани виконати перший офіційний сингл на 2013 Paid Dues Festival, однак він так і не заспівав нічого з нового матеріалу.
18 липня 2013 вийшов кліп «Old Friend» (початкова назва: «Ill Mind Six: Old Friend»). Наступного дня сингл з'явився на iTunes. Пісню і кліп присвячено другу, що став залежним від метамфетаміну. Hopsin сказав про зміст: «Я хотів показати до чого в майбутньому можуть призвести ранні неправильні рішення молоді. Те, чого вони, мабуть, не помічають». Пізніше сповістив про зміну назви, позаяк трек не є 6-ю частиною із серії «Ill Mind of Hopsin». Композиція містить слова з іншої пісні репера «Chris Dolmeth». Попри свою заяву 18 липня 2014 видали кліп «Ill Mind of Hopsin 7».
18 серпня Hopsin анонсував через статус у Facebook реліз «Hop Is Back» за кілька тижнів. Однак його видали аж у жовтні 2013. 21 жовтня 2013 Hopsin оголосив прем'єру кліпу й пісні опівночі наступного дня.
У пісні Hopsin метафорично висміює Кендріка Ламара, дисить Каньє Веста. Hopsin пояснив свої висловлювання в інтерв'ю HipHopDX заявивши, що він не має нічого проти Кендріка, а нова музика Веста йому дійсно не подобається.
12 листопада «Rip Your Heart Out» став третім офіційним окремком. Цього ж дня Hopsin і Tech N9ne почали зйомки відео на пісню. 6 квітня 2014 відбулась прем'єра кліпу «I Need Help».

## Комерційний успіх
Альбом дебютував на 132-ій сходинці Billboard 200 з результатом у 4 тис. копій, проданих за три дні. За перший повний тиждень — 12 тис., 76-те місце. Станом на квітень 2015 наклад у США становив 58 тис.

## Список пісень
| #   | Назва                                                    | Продюсер(и) | Тривалість |
| --- | -------------------------------------------------------- | ----------- | ---------- |
| 1.  | «Fiends Are Knocking»                                    | Hopsin      | 5:10       |
| 2.  | «Hop Is Back»                                            | Hopsin      | 3:23       |
| 3.  | «Who's There?» (з участю Jarren Benton та Dizzy Wright)  | Hopsin      | 3:39       |
| 4.  | «Tears to Snow»                                          | Hopsin      | 3:49       |
| 5.  | «Rip Your Heart Out» (з участю Tech N9ne)                | Hopsin      | 3:51       |
| 6.  | «Nollie Tre Flip»                                        | Hopsin      | 3:31       |
| 7.  | «Give Me That Money»                                     | Hopsin      | 4:09       |
| 8.  | «I Need Help»                                            | Hopsin      | 4:19       |
| 9.  | «Hip Hop Sinister»                                       | Hopsin      | 3:50       |
| 10. | «Good Guys Get Left Behind»                              | Hopsin      | 5:14       |
| 11. | «Bad Manners Freestyle»                                  | Hopsin      | 2:06       |
| 12. | «Old Friend»                                             | Hopsin      | 4:25       |
| 13. | «Still Got Love for You»                                 | Hopsin      | 4:14       |
| 14. | «Jungle Bash» (з участю SwizZz)                          | Hopsin      | 3:47       |
| 15. | «Lunchtime Cypher» (з участю Passionate MC та G-Mo Skee) | Hopsin      | 5:57       |
| 16. | «Dream Forever»                                          | Hopsin      | 4:09       |
| 17. | «What's My Purpose?»                                     | Hopsin      | 5:00       |
| 18. | «Caught in the Rain»                                     | Hopsin      | 3:53       |

## Чартові позиції
| Чарт (2013)               | Найвища позиція |
| ------------------------- | --------------- |
| UK R&B Albums             | 19              |
| UK Independent Albums     | 33              |
| США                       | 76              |
| US Heatseekers Albums     | 1               |
| US Independent Albums     | 6               |
| US Rap Albums             | 7               |
| US Top R&B/Hip-Hop Albums | 13              |